# On the Beach at Night Alone

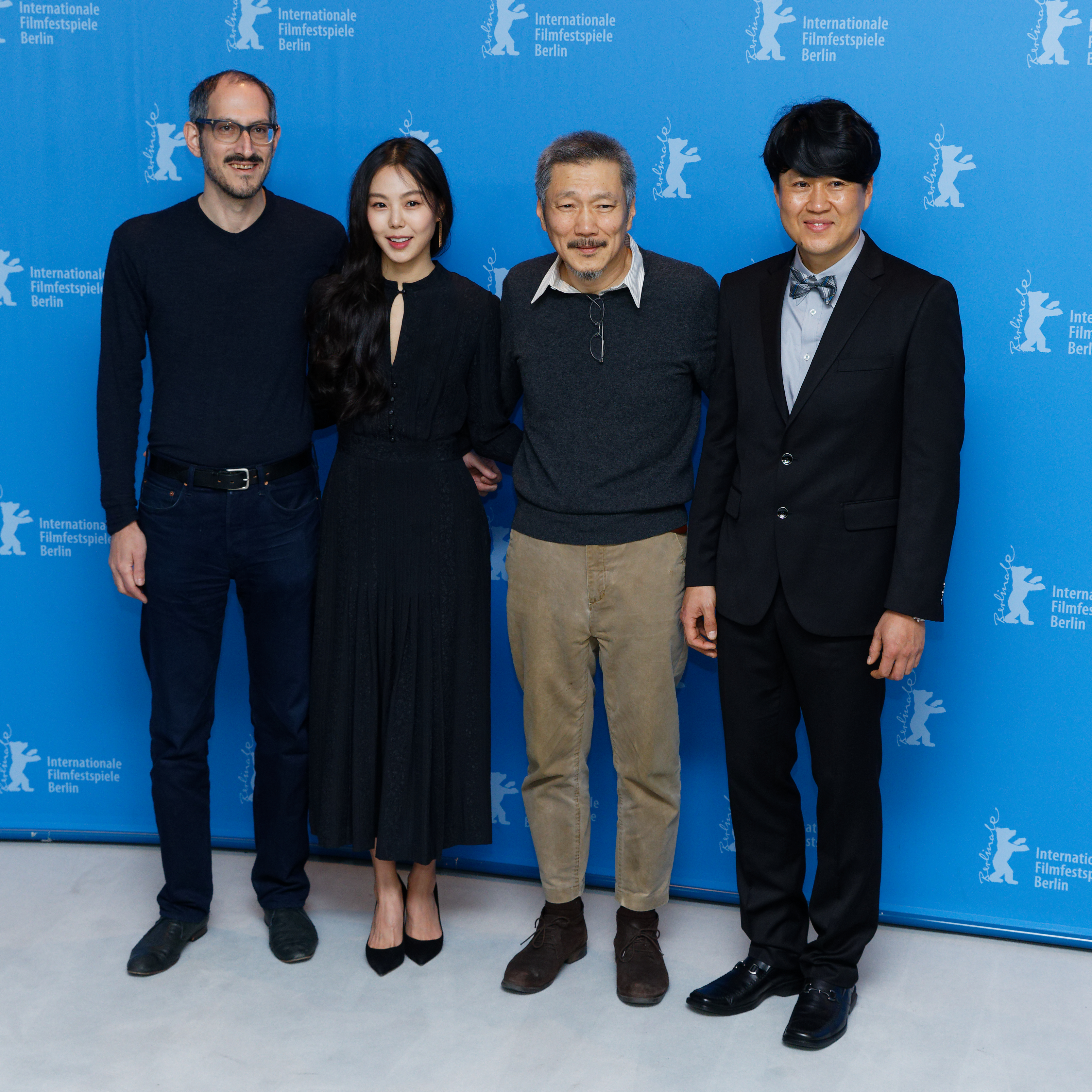
Cast & Crew bei der Berlinale 2017

On the Beach at Night Alone (koreanisch 밤의 해변에서 혼자, Bam-ui Haebyeon-eoseo Honja) ist ein Film des südkoreanischen Regisseurs Hong Sang-soo aus dem Jahr 2017. Er feierte seine Premiere auf der Berlinale 2017. Im März 2017 soll der Film in den südkoreanischen Kinos anlaufen.
Der Film handelt von einer Affäre zwischen einer erfolgreichen Schauspielerin und einem verheirateten Mann. Reale Berichte über die Affäre zwischen Hauptdarstellerin Kim Min-hee und dem verheirateten Regisseur Hong Sang-soo sind seit Juni 2016 ein präsentes Thema in den südkoreanischen Medien. Kim stellte sich auf der Berlinale 2017 erstmals seit Juni vergangenen Jahres wieder der Öffentlichkeit.

## Handlung
Die erfolgreiche Schauspielerin Young-hee nimmt sich eine Auszeit nach einer Affäre mit einem verheirateten Mann. Sie reist nach Hamburg. In Gesprächen mit einer Freundin fragt sie sich, ob ihr der Geliebte wohl nachfolgen wird und ob er sie so sehr vermisst wie sie ihn. Nach einiger Zeit kehrt sie wieder nach Gangneung zurück.

## Rezeption
Der Film erhielt positive Kritiken. Für Fabian Wallmeier vereine On the Beach at Night Alone fast alle typischen Elemente und Motive von Hong Sang-soo. Der Film sei stimmig und Kim Min-hee fülle ihre Rolle „atemberaubend gut aus“. Andreas Busche vom Tagesspiegel besprach den Film ebenfalls positiv. Der „bitter[e] Schmerz in den Gesprächen“ sei nachzuempfinden.

## Auszeichnungen
Kim Min-hee erhielt den Darstellerpreis der 67. Berlinale.